# Llista de topònims d'Alòs de Balaguer
Llista de topònims (noms propis de lloc) del municipi d'Alòs de Balaguer, a la Noguera
Informació actualitzada per un bot. Els canvis manuals es perdran quan s'actualitzi!

## cabana
| imatge | Nom                        | Ubicat a         | instància de | Detalls | coordenades                                                          | Protecció | Commons (més fotos) | Dades a WD                    |
| ------ | -------------------------- | ---------------- | ------------ | ------- | -------------------------------------------------------------------- | --------- | ------------------- | ----------------------------- |
|        | Coberts dels Estrulls      | Alòs de Balaguer | cabana       |         | 41° 52′ 50″ N, 0° 58′ 05″ E / 41.880446552705°N,0.96814800155567°E   |           |                     | Modifica les dades a Wikidata |
|        | cabana de Ginera           | Alòs de Balaguer | cabana       |         | 41° 53′ 50″ N, 0° 56′ 54″ E / 41.897205686329°N,0.94832961776949°E   |           |                     | Modifica les dades a Wikidata |
|        | cabana de Nansal           | Alòs de Balaguer | cabana       |         | 41° 54′ 16″ N, 0° 56′ 55″ E / 41.9044188862505°N,0.94855251511875°E  |           |                     | Modifica les dades a Wikidata |
|        | cabana de Pifanyo          | Alòs de Balaguer | cabana       |         | 41° 57′ 14″ N, 0° 56′ 52″ E / 41.953932975416°N,0.94771704825118°E   |           |                     | Modifica les dades a Wikidata |
|        | cabana de la Coma del Poll | Alòs de Balaguer | cabana       |         | 41° 55′ 17″ N, 0° 55′ 28″ E / 41.9215127336112°N,0.924513793999774°E |           |                     | Modifica les dades a Wikidata |
|        | cabana del Fatxenda        | Alòs de Balaguer | cabana       |         | 41° 53′ 24″ N, 0° 56′ 01″ E / 41.8898947835315°N,0.933649758618585°E |           |                     | Modifica les dades a Wikidata |
|        | cabana del Pau             | Alòs de Balaguer | cabana       |         | 41° 55′ 55″ N, 0° 54′ 28″ E / 41.931817641246°N,0.907752553196532°E  |           |                     | Modifica les dades a Wikidata |
|        | cabana del Segaler         | Alòs de Balaguer | cabana       |         | 41° 55′ 15″ N, 0° 54′ 27″ E / 41.9207978390436°N,0.907461550914333°E |           |                     | Modifica les dades a Wikidata |
|        | cabanes de la Sanclosa     | Alòs de Balaguer | cabana       |         | 41° 55′ 08″ N, 0° 57′ 31″ E / 41.919001374036°N,0.95848395524152°E   |           |                     | Modifica les dades a Wikidata |
|        | cabanes del Camp           | Alòs de Balaguer | cabana       |         | 41° 55′ 02″ N, 0° 57′ 43″ E / 41.9170925719257°N,0.961808504313782°E |           |                     | Modifica les dades a Wikidata |
|        | corral de les Escollades   | Alòs de Balaguer | cabana       |         | 41° 56′ 07″ N, 0° 54′ 57″ E / 41.9353058476699°N,0.915828357271856°E |           |                     | Modifica les dades a Wikidata |
|        | corral de les Pletes       | Alòs de Balaguer | cabana       |         | 41° 56′ 18″ N, 0° 56′ 22″ E / 41.9384503152728°N,0.93934381749834°E  |           |                     | Modifica les dades a Wikidata |
|        | corral del Pereferrer      | Alòs de Balaguer | cabana       |         | 41° 55′ 49″ N, 0° 55′ 07″ E / 41.9303914641991°N,0.918472915065001°E |           |                     | Modifica les dades a Wikidata |
|        | corral del Pó              | Alòs de Balaguer | cabana       |         | 41° 55′ 59″ N, 0° 55′ 34″ E / 41.9331417978619°N,0.926126775108309°E |           |                     | Modifica les dades a Wikidata |
|        | corrals del Magre          | Alòs de Balaguer | cabana       |         | 41° 55′ 26″ N, 0° 57′ 04″ E / 41.9238435512387°N,0.950981193684278°E |           |                     | Modifica les dades a Wikidata |
|        | eres dels Trulls           | Alòs de Balaguer | cabana       |         | 41° 53′ 14″ N, 0° 58′ 39″ E / 41.8871264816645°N,0.977453791358001°E |           |                     | Modifica les dades a Wikidata |

## església
| imatge | Nom                           | Ubicat a         | instància de | Detalls                                           | coordenades                                                                                          | Protecció                                  | Commons (més fotos)           | Dades a WD                    |
| ------ | ----------------------------- | ---------------- | ------------ | ------------------------------------------------- | --- | ------------------------------------------ | ----------------------------- | ----------------------------- |
|        | Sant Feliu d'Alòs de Balaguer | Alòs de Balaguer | església     | Estil: arquitectura romànica arquitectura barroca | 41° 54′ 43″ N, 0° 57′ 40″ E / 41.911842°N,0.961055°E                                                 | bé integrant del patrimoni cultural català | Sant Feliu d'Alòs de Balaguer | Modifica les dades a Wikidata |
|        | Sant Mamet d'Alòs de Balaguer | Alòs de Balaguer | església     | Estil: arquitectura popular                       | 41° 58′ 40″ N, 0° 56′ 29″ E / 41.977766°N,0.941338°E                                                 | bé integrant del patrimoni cultural català | Sant Mamet d'Alòs de Balaguer | Modifica les dades a Wikidata |
|        | Sant Martí de la Nou          | Alòs de Balaguer | església     | Estil: arquitectura romànica 12nd century         | 41° 56′ 10″ N, 0° 55′ 28″ E / 41.936099°N,0.924489°E ca:Camí a la Massana, Alòs de Balaguer 623 msnm | bé integrant del patrimoni cultural català | Sant Martí de la Nou d'Alòs   | Modifica les dades a Wikidata |
|        | Sant Miquel d'Alòs            | Alòs de Balaguer | església     | Estil: arquitectura romànica                      | 41° 54′ 52″ N, 0° 57′ 42″ E / 41.91444°N,0.961775°E 342 msnm                                         | bé integrant del patrimoni cultural català | Sant Miquel d'Alòs            | Modifica les dades a Wikidata |

## font
| imatge | Nom                  | Ubicat a         | instància de | Detalls | coordenades                                                          | Protecció | Commons (més fotos) | Dades a WD                    |
| ------ | -------------------- | ---------------- | ------------ | ------- | -------------------------------------------------------------------- | --------- | ------------------- | ----------------------------- |
|        | font No-t'hi-adormis | Alòs de Balaguer | font         |         | 41° 56′ 31″ N, 0° 59′ 12″ E / 41.942014998425°N,0.98670052778337°E   |           |                     | Modifica les dades a Wikidata |
|        | font de Bernat       | Alòs de Balaguer | font         |         | 41° 57′ 12″ N, 0° 56′ 19″ E / 41.9532882762851°N,0.938612380554958°E |           |                     | Modifica les dades a Wikidata |
|        | font de Forradella   | Alòs de Balaguer | font         |         | 41° 53′ 46″ N, 0° 57′ 48″ E / 41.8962419041926°N,0.963255399978372°E |           |                     | Modifica les dades a Wikidata |
|        | font de Sant Julià   | Alòs de Balaguer | font         |         | 41° 54′ 03″ N, 0° 58′ 42″ E / 41.9009101357697°N,0.978200120212552°E |           |                     | Modifica les dades a Wikidata |
|        | font de la Feixa     | Alòs de Balaguer | font         |         | 41° 54′ 40″ N, 0° 55′ 04″ E / 41.911064642627°N,0.91774324515995°E   |           |                     | Modifica les dades a Wikidata |
|        | font de la Granolla  | Alòs de Balaguer | font         |         | 41° 56′ 11″ N, 0° 57′ 40″ E / 41.9364600934068°N,0.961034890811906°E |           |                     | Modifica les dades a Wikidata |
|        | font del Mestre      | Alòs de Balaguer | font         |         | 41° 56′ 43″ N, 0° 56′ 31″ E / 41.9453759161266°N,0.941847090179503°E |           |                     | Modifica les dades a Wikidata |
|        | font del Xeco        | Alòs de Balaguer | font         |         | 41° 57′ 41″ N, 0° 55′ 50″ E / 41.9612760827285°N,0.930571900854534°E |           |                     | Modifica les dades a Wikidata |
|        | font dels Cóms       | Alòs de Balaguer | font         |         | 41° 57′ 21″ N, 0° 57′ 09″ E / 41.955819305937°N,0.95248267840207°E   |           |                     | Modifica les dades a Wikidata |

## jaciment arqueològic
| imatge | Nom                                       | Ubicat a         | instància de         | Detalls | coordenades                                                                                   | Protecció                                                                                        | Commons (més fotos) | Dades a WD                    |
| ------ | ----------------------------------------- | ---------------- | -------------------- | ------- | --------------------------------------------------------------------------------------------- | ------------------------------------------------------------------------------------------------ | ------------------- | ----------------------------- |
|        | jaciment arqueològic de la Cova del Parco | Alòs de Balaguer | jaciment arqueològic |         | 41° 54′ 48″ N, 0° 56′ 31″ E / 41.913333333333334°N,0.9419444444444444°E 420 msnm              | bé cultural d'interès local                                                                      |                     | Modifica les dades a Wikidata |
|        | les Aparets                               | Alòs de Balaguer | jaciment arqueològic |         | 41° 54′ 40″ N, 0° 59′ 31″ E / 41.911173055556°N,0.99204694444444°E ca:Serra Mosquera 350 msnm | bé d'interès cultural lloc component de Patrimoni de la Humanitat bé cultural d'interès nacional | Les Aparets         | Modifica les dades a Wikidata |

## masia
| imatge | Nom               | Ubicat a         | instància de | Detalls | coordenades                                                          | Protecció | Commons (més fotos) | Dades a WD                    |
| ------ | ----------------- | ---------------- | ------------ | ------- | -------------------------------------------------------------------- | --------- | ------------------- | ----------------------------- |
|        | Can Sigaler       | Alòs de Balaguer | masia        |         | 41° 54′ 42″ N, 0° 57′ 17″ E / 41.9117529792223°N,0.954780277135807°E |           |                     | Modifica les dades a Wikidata |
|        | Can Sisquet       | Alòs de Balaguer | masia        |         | 41° 54′ 41″ N, 0° 56′ 53″ E / 41.9113378763091°N,0.948174153798566°E |           |                     | Modifica les dades a Wikidata |
|        | Corral dels Cóms  | Alòs de Balaguer | masia        |         | 41° 57′ 36″ N, 0° 56′ 49″ E / 41.9601135889278°N,0.947080099854857°E |           |                     | Modifica les dades a Wikidata |
|        | Masia del Delegat | Alòs de Balaguer | masia        |         | 41° 52′ 49″ N, 0° 58′ 48″ E / 41.8802289458336°N,0.980081662745481°E |           |                     | Modifica les dades a Wikidata |
|        | Masia del Moliner | Alòs de Balaguer | masia        |         | 41° 56′ 15″ N, 0° 59′ 00″ E / 41.937450951344°N,0.98322554819951°E   |           |                     | Modifica les dades a Wikidata |
|        | Molí de Dalt      | Alòs de Balaguer | masia        |         | 41° 54′ 48″ N, 0° 57′ 45″ E / 41.9133472467684°N,0.962385900510539°E |           |                     | Modifica les dades a Wikidata |
|        | Polvonera         | Alòs de Balaguer | masia        |         | 41° 56′ 08″ N, 0° 54′ 14″ E / 41.9356566614379°N,0.903936146521224°E |           |                     | Modifica les dades a Wikidata |
|        | la Masia          | Alòs de Balaguer | masia        |         | 41° 56′ 05″ N, 0° 59′ 17″ E / 41.934835249708°N,0.98813259139956°E   |           |                     | Modifica les dades a Wikidata |
|        | la Peroleta       | Alòs de Balaguer | masia        |         | 41° 54′ 44″ N, 0° 57′ 58″ E / 41.9122150724405°N,0.966087353270464°E |           |                     | Modifica les dades a Wikidata |

## muntanya
| imatge | Nom                      | Ubicat a                          | instància de | Detalls | coordenades                                                             | Protecció | Commons (més fotos)           | Dades a WD                    |
| ------ | ------------------------ | --------------------------------- | ------------ | ------- | ----------------------------------------------------------------------- | --------- | ----------------------------- | ----------------------------- |
|        | Castellàs                | Alòs de Balaguer                  | muntanya     |         | 41° 55′ 16″ N, 0° 55′ 41″ E / 41.92103889°N,0.92813056°E 772 msnm       |           | Castellàs (Alòs de Balaguer)  | Modifica les dades a Wikidata |
|        | Pedra Rodona             | Alòs de Balaguer                  | muntanya     |         | 41° 56′ 02″ N, 0° 57′ 54″ E / 41.93400417°N,0.96493611°E 712.7 msnm     |           |                               | Modifica les dades a Wikidata |
|        | Pedra-roja               | Alòs de Balaguer                  | muntanya     |         | 41° 57′ 48″ N, 0° 55′ 41″ E / 41.96339167°N,0.92801667°E 1088.8 msnm    |           |                               | Modifica les dades a Wikidata |
|        | Penyes del Mania         | Cubells Alòs de Balaguer Foradada | muntanya     |         | 41° 52′ 23″ N, 0° 59′ 07″ E / 41.873°N,0.98517°E 638.2 msnm             |           |                               | Modifica les dades a Wikidata |
|        | Puig de Pera             | Alòs de Balaguer                  | muntanya     |         | 41° 57′ 15″ N, 0° 57′ 21″ E / 41.95420556°N,0.95596389°E 1113.3 msnm    |           |                               | Modifica les dades a Wikidata |
|        | Sant Mamet               | Vilanova de Meià Alòs de Balaguer | muntanya     |         | 41° 58′ 40″ N, 0° 56′ 29″ E / 41.9778152606°N,0.94130938873°E 1391 msnm |           | Sant Mamet (Alòs de Balaguer) | Modifica les dades a Wikidata |
|        | Tossal Perdiguer         | Alòs de Balaguer                  | muntanya     |         | 41° 57′ 19″ N, 0° 55′ 11″ E / 41.95515556°N,0.91969167°E 968.8 msnm     |           |                               | Modifica les dades a Wikidata |
|        | Tossal de Boada          | Alòs de Balaguer                  | muntanya     |         | 41° 52′ 47″ N, 0° 56′ 54″ E / 41.8797°N,0.948353°E 763.7 msnm           |           |                               | Modifica les dades a Wikidata |
|        | Tossal de Montservó      | Alòs de Balaguer                  | muntanya     |         | 41° 57′ 52″ N, 0° 55′ 06″ E / 41.9644°N,0.918385°E 1138 msnm            |           |                               | Modifica les dades a Wikidata |
|        | Tossal de la Secalla     | Camarasa Alòs de Balaguer         | muntanya     |         | 41° 57′ 59″ N, 0° 55′ 03″ E / 41.9665°N,0.917554°E 1132.5 msnm          |           |                               | Modifica les dades a Wikidata |
|        | Tossal de les Pletes     | Camarasa Alòs de Balaguer         | muntanya     |         | 41° 56′ 58″ N, 0° 54′ 05″ E / 41.94955°N,0.90135083°E 873.2 msnm        |           |                               | Modifica les dades a Wikidata |
|        | Tossal dels Tres Batlles | Camarasa Alòs de Balaguer         | muntanya     |         | 41° 56′ 45″ N, 0° 53′ 58″ E / 41.9458°N,0.899308°E 864 msnm             |           |                               | Modifica les dades a Wikidata |
|        | el Mu                    | Camarasa Alòs de Balaguer         | muntanya     |         | 41° 53′ 59″ N, 0° 53′ 56″ E / 41.899675°N,0.89882778°E 718.2 msnm       |           | El Mu                         | Modifica les dades a Wikidata |
|        | el Puig                  | Alòs de Balaguer                  | muntanya     |         | 41° 54′ 58″ N, 0° 57′ 05″ E / 41.91616111°N,0.95130139°E 481 msnm       |           |                               | Modifica les dades a Wikidata |

## serra
| imatge | Nom                      | Ubicat a                         | instància de | Detalls | coordenades                                                          | Protecció | Commons (més fotos) | Dades a WD                    |
| ------ | ------------------------ | -------------------------------- | ------------ | ------- | -------------------------------------------------------------------- | --------- | ------------------- | ----------------------------- |
|        | Montservó                | Alòs de Balaguer                 | serra        |         | 41° 57′ 24″ N, 0° 54′ 47″ E / 41.9566°N,0.913147°E 1137.6 msnm       |           |                     | Modifica les dades a Wikidata |
|        | Penarreba                | Alòs de Balaguer                 | serra        |         | 41° 55′ 12″ N, 0° 56′ 09″ E / 41.91998889°N,0.93570528°E 681.6 msnm  |           |                     | Modifica les dades a Wikidata |
|        | Saborell                 | Alòs de Balaguer                 | serra        |         | 41° 54′ 12″ N, 0° 56′ 27″ E / 41.9034°N,0.940767°E 596 msnm          |           |                     | Modifica les dades a Wikidata |
|        | Serra Mosquera           | Alòs de Balaguer Artesa de Segre | serra        |         | 41° 54′ 54″ N, 0° 59′ 18″ E / 41.91511944°N,0.98828333°E 506.3 msnm  |           |                     | Modifica les dades a Wikidata |
|        | Serrat dels Tres Batlles | Alòs de Balaguer Camarasa        | serra        |         | 41° 56′ 52″ N, 0° 54′ 01″ E / 41.94785278°N,0.90026917°E 873.2 msnm  |           |                     | Modifica les dades a Wikidata |
|        | lo Palomar               | Alòs de Balaguer                 | serra        |         | 41° 55′ 02″ N, 0° 54′ 21″ E / 41.9172°N,0.905931°E 695.1 msnm        |           |                     | Modifica les dades a Wikidata |
|        | serra d'Arquells         | Alòs de Balaguer Cubells         | serra        |         | 41° 52′ 11″ N, 0° 58′ 10″ E / 41.8696°N,0.969324°E 651.9 msnm        |           |                     | Modifica les dades a Wikidata |
|        | serra de Boada           | Alòs de Balaguer                 | serra        |         | 41° 53′ 10″ N, 0° 57′ 18″ E / 41.8861°N,0.955022°E                   |           |                     | Modifica les dades a Wikidata |
|        | serrat Curt              | Alòs de Balaguer                 | serra        |         | 41° 56′ 06″ N, 0° 56′ 23″ E / 41.93489861°N,0.93982778°E 827.3 msnm  |           |                     | Modifica les dades a Wikidata |
|        | serrat de les Pletes     | Alòs de Balaguer Camarasa        | serra        |         | 41° 57′ 20″ N, 0° 54′ 13″ E / 41.95544167°N,0.90358056°E 1022.3 msnm |           |                     | Modifica les dades a Wikidata |

## Misc
| imatge | Nom                                  | Ubicat a                                                   | instància de                                   | Detalls                                                       | coordenades                                                                                       | Protecció                                            | Commons (més fotos)           | Dades a WD                    |
| ------ | ------------------------------------ | ---------------------------------------------------------- | ---------------------------------------------- | ------------------------------------------------------------- | ------------------------------------------------------------------------------------------------- | ---------------------------------------------------- | ----------------------------- | ----------------------------- |
|        | Alòs de Balaguer                     | Alòs de Balaguer                                           | entitat singular de població capital municipal | 118 hab                                                       | 41° 55′ 00″ N, 0° 58′ 00″ E / 41.91667°N,0.96667°E 292 msnm                                       |                                                      |                               | Modifica les dades a Wikidata |
|        | Barri de la Ferreria                 | Alòs de Balaguer                                           | carrer                                         | Estil: arquitectura popular                                   | 41° 54′ 44″ N, 0° 57′ 37″ E / 41.912254°N,0.960397°E 310 msnm                                     | bé integrant del patrimoni cultural català           | Barri de la Ferreria          | Modifica les dades a Wikidata |
|        | Bavorell de Donamorta                | Alòs de Balaguer                                           | cova                                           |                                                               | 41° 55′ 48″ N, 0° 58′ 41″ E / 41.9301310701819°N,0.977964750684605°E                              |                                                      |                               | Modifica les dades a Wikidata |
|        | Castell d'Alòs                       | Alòs de Balaguer                                           | castell                                        | Estil: arquitectura romànica arquitectura gòtica 10th century | 41° 54′ 51″ N, 0° 57′ 20″ E / 41.9143°N,0.955495°E ca:Al turó de ponent del nucli d'Alòs 378 msnm | bé d'interès cultural bé cultural d'interès nacional | Castell d'Alòs                | Modifica les dades a Wikidata |
|        | Congost de Mu                        | Alòs de Balaguer                                           | congost                                        | Anomenat per: el Mu                                           | 41° 54′ 23″ N, 0° 53′ 29″ E / 41.90639929685547°N,0.8915201279263627°E 270 msnm                   |                                                      | Congost de Mu                 | Modifica les dades a Wikidata |
|        | Creu de Pedra                        | Alòs de Balaguer                                           | menhir                                         |                                                               | 41° 57′ 56″ N, 0° 55′ 04″ E / 41.9655125230477°N,0.91782435966697°E                               |                                                      |                               | Modifica les dades a Wikidata |
|        | La Boada                             | Alòs de Balaguer                                           | vèrtex geodèsic                                | Alt: 1.2m                                                     | 41° 52′ 46″ N, 0° 56′ 53″ E / 41.879361°N,0.948061°E 763.694 msnm                                 |                                                      |                               | Modifica les dades a Wikidata |
|        | Muntanya de Sant Mamet               | Vilanova de Meià Camarasa Alòs de Balaguer Artesa de Segre | serralada                                      |                                                               | 41° 58′ 10″ N, 0° 56′ 42″ E / 41.969314°N,0.945116°E 1390.5 msnm                                  |                                                      | Muntanya de Sant Mamet        | Modifica les dades a Wikidata |
|        | Pont d'Alòs de Balaguer              | Alòs de Balaguer                                           | pont                                           | Estil: arquitectura popular Travessa: Segre                   | 41° 54′ 43″ N, 0° 56′ 44″ E / 41.911968°N,0.945554°E                                              | bé integrant del patrimoni cultural català           | Pont d'Alòs de Balaguer       | Modifica les dades a Wikidata |
|        | Safareig d'Alòs de Balaguer          | Alòs de Balaguer                                           | safareig                                       | Estil: arquitectura popular                                   | 41° 54′ 43″ N, 0° 57′ 41″ E / 41.911821°N,0.961406°E                                              | bé integrant del patrimoni cultural català           | Safareig d'Alòs de Balaguer   | Modifica les dades a Wikidata |
|        | Sant Sebastià                        | Alòs de Balaguer                                           | monument                                       |                                                               | 41° 54′ 43″ N, 0° 57′ 43″ E / 41.9119681685394°N,0.961814857849438°E 281 msnm                     |                                                      |                               | Modifica les dades a Wikidata |
|        | Segre                                | Catalunya Pirineus Orientals                               | riu curs d'aigua riu aurífer                   | Desemboca: Ebre Llarg: 265km Conca: 22400km²                  | 42° 24′ 09″ N, 2° 06′ 30″ E / 42.4025°N,2.1084°E 41° 21′ 48″ N, 0° 18′ 16″ E / 41.3633°N,0.3044°E |                                                      | Segre River                   | Modifica les dades a Wikidata |
|        | casa consistorial d'Alòs de Balaguer | Alòs de Balaguer                                           | casa consistorial                              |                                                               | 41° 54′ 44″ N, 0° 57′ 39″ E / 41.9122899°N,0.9609607°E                                            |                                                      | Town hall of Alòs de Balaguer | Modifica les dades a Wikidata |
|        | embassament d'Alòs                   | Alòs de Balaguer                                           | embassament                                    | Superfície: 29ha Volum: 0.35hm³ Conca: 4318km²                | 41° 54′ 24″ N, 0° 53′ 36″ E / 41.906638888889°N,0.89338888888889°E                                |                                                      |                               | Modifica les dades a Wikidata |
|        | presa d'Alòs                         | Alòs de Balaguer                                           | presa de volta Ús: energia hidroelèctrica      | Llarg: 70m Alt: 20.5m Volum: 4.4m³                            | 41° 54′ 23″ N, 0° 53′ 35″ E / 41.9065°N,0.89302777777778°E 267 246.5 msnm                         |                                                      |                               | Modifica les dades a Wikidata |